# 고잉 불리릿
《고잉 불리릿》(영어: Goin' Bulilit)는 필리핀의 스케치 코미디 텔레비전 프로그램이다.

## 같이 보기
- ABS-CBN